# The Signals
Le isole Signals sono un piccolo gruppo di isolette disabitate delle isole Andreanof, nell'arcipelago delle Aleutine, e appartengono all'Alaska (USA). Si trovano al largo della punta nord-ovest nella parte occidentale dell'isola Kanaga; tutto il gruppo è lungo 300 m e raggiunge un'altitudine massima di 47 m.